# Deogyang-gu
Deogyang-gu es una gu en Goyang, Corea del Sur. Es notablemente menos ricos que los otros dos pabellones en Goyang.

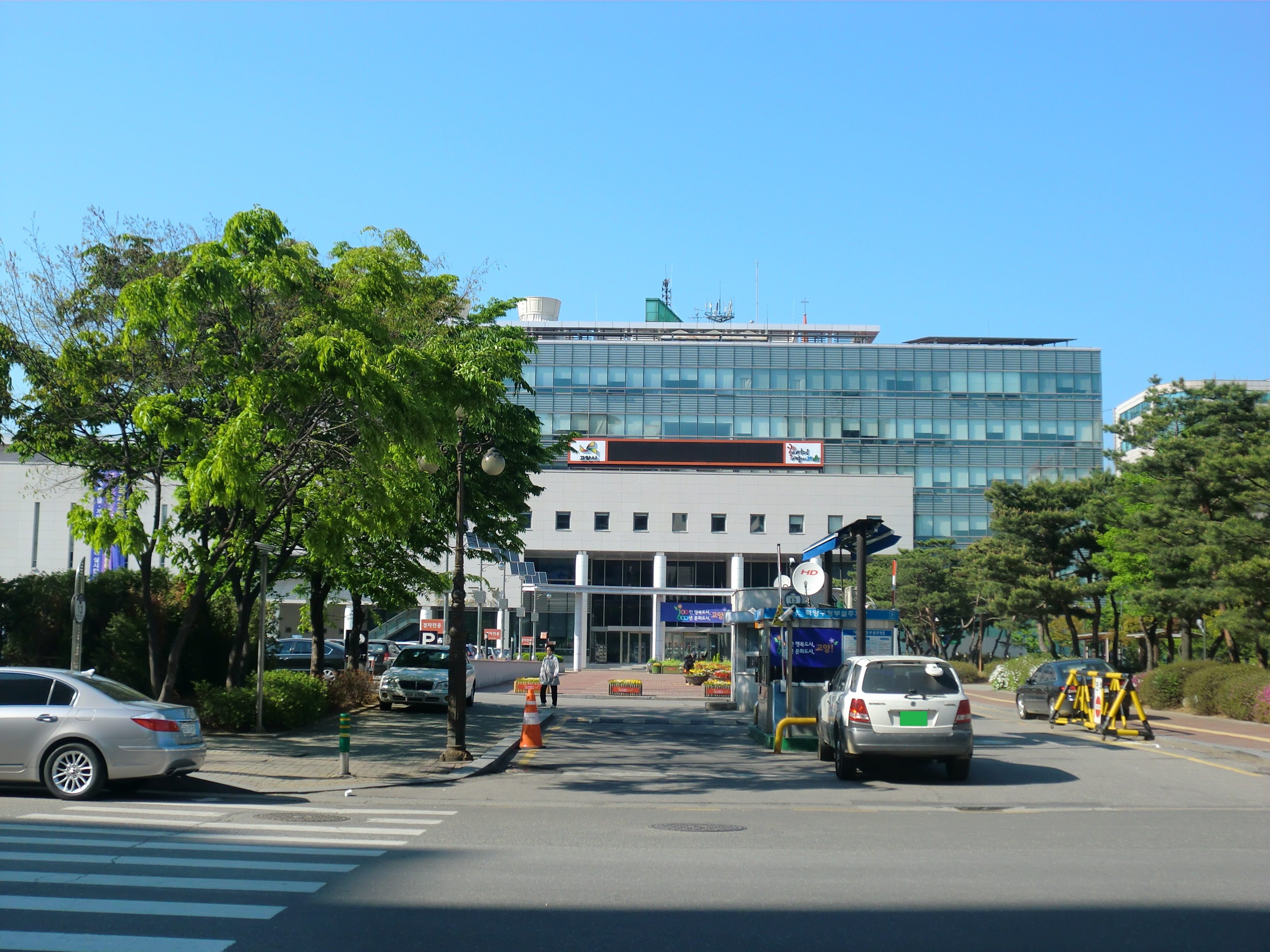

## Administración
- Jugyo-dong
- Seongsa
- Wonsin-dong
- Heungdo-dong
- Sindo-dong
- Changneung-dong
- Hyoja-dong
- Hwajeon-dong
- Daedeok-dong
- Haengsin
- Haengju-dong
- Neunggok-dong
- Hwajeong
- Gwansan-dong
- Goyang-dong